# Heroine (chanson)
Pour les articles homonymes, voir Héroïne (homonymie).
Singles de Nami Tamaki
Fortune
(2005) Get Wild
(2005)
Heroine est le 8e single de Nami Tamaki sorti sous le label Sony Music Entertainment Japan le 6 avril 2005 au Japon. Il atteint la 6e place du classement de l'Oricon, et reste classé pendant 6 semaines, pour un total de 33 305 exemplaires vendus. Il sort en format CD et CD édition limitée.
Heroine a été utilisé comme thème musical pour @Sapuri!. Heroine se trouve sur la compilation Graduation ~Singles~, sur l'album remix Reproduct Best et sur l'album Make Progress.

## Liste des titres
| 1. | Heroine                                                         | Shusui, Nishida Emi, S.Engblom, A.Bellinder | Shusui, S.Engblom, A.Bellinder | 4:47 |
| 2. | Koisuru Chikara (コイスルチカラ)                                | S.Aberg                                     | S.Aberg, H.U.B                 | 4:52 |
| 3. | better half                                                     | Hinata Megumi                               | Nakano Yūta                    | 5:05 |
| 4. | Heroine (Instrumental) featuring Junko Hamaguchi                | ---                                         | Shusui, S.Engblom, A.Bellinder | 2:38 |
| 5. | Fortune Reproduction ~Radiata Mix~ (bonus de l'édition limitée) |                                             | 藤末樹, Nakano Yuuta           | 5:44 |